# 杰克·卡梅伦 (冰球运动员)
杰克·卡梅伦（英語：Jack Cameron，1902年12月3日—1981年12月29日），加拿大冰球运动员。他曾参加加拿大冰球队出征1924年冬奥会。在此次冬奥会上，他参加的加拿大冰球队获得了冠军。